# Osterholzer Kreisblatt
Das Osterholzer Kreisblatt ist eine Zeitung aus und für Osterholz-Scharmbeck und für weite Teile des Landkreises Osterholz.
Es erscheint von Montag bis Samstag als regionale Beilage des Weser-Kuriers in Osterholz-Scharmbeck, Ritterhude, Hagen, Hambergen, Beverstedt und Gnarrenburg. Die verkaufte Auflage beträgt 8709 Exemplare, ein Minus von 40,2 Prozent seit 1998. Seit Februar 2015 wird das Angebot ergänzt mit je einem Auftritt der Lokalredaktion und der Sportredaktion auf Facebook.

## Geschichte
Am 18. Dezember 1875 wurde das Blatt zum ersten Mal von Heinrich Julius Erdmann Saade als Osterholz-Scharmbecker-Wochenblatt herausgegeben.
Auf seiner beruflichen Wanderschaft war Saade nach Osterholz gekommen und galt wegen seiner Vielseitigkeit als Schweizer Degen (sowohl als Drucker als auch als Schriftsetzer ausgebildet). Durch die Heirat mit einer Gastwirtstochter standen ihm geeignete Räumlichkeiten zur Verfügung, die er zur Druckerei Saade entwickelte. Ab Anfang 1876 erschien das Blatt zweimal pro Woche. 1878 wurde eine Schnellpresse angeschafft, um die Nachfrage zu befriedigen.
Als die Zeitung zum täglichen Erscheinen überging, wurde der Namen 1883 in Kreisblatt aus dem Kreis Osterholz geändert.
1912 wurden die Betriebsräume in der Bördestraße bezogen, und als 1932 Blumenthal dem Landkreis Osterholz zugefügt wurde, bildete das Blatt mit der Blumenthaler Zeitung eine technische Arbeitsgemeinschaft, die gemeinsam die Nordwestdeutsche Landeszeitung herausgab. Als 1939 Blumenthal wiederum Bremen zugeordnet wurde, fusionierte die Nordwestdeutsche Landeszeitung mit der Norddeutschen Volkszeitung.
Nach dem Ende des Zweiten Weltkriegs dauerte es eine ganze Zeit, bis das Blatt wieder regulär erscheinen durfte: Im April 1945 als Osterholzer Kreisblatt formiert, erschien das Blatt zunächst nur mit der Genehmigung als Wandzeitung zur Verbreitung rein amtlicher Meldungen. Erst ab dem 1. September 1949 durfte es mit einer Auflage von 3500 Exemplaren wieder als Tageszeitung erscheinen, allerdings anfangs nur unter der Lizenz der Niederdeutschen Zeitung.
Die Weiterentwicklung der Technik und die Änderung der Konsumgewohnheiten führten auch beim Osterholzer Kreisblatt beziehungsweise der Druckerei Saade zur Modernisierung der Technik: 1955 wurde die Anschaffung einer lochbandgesteuerten Setzmaschine gefeiert (zum damaligen Zeitpunkt erst die dritte in ganz Deutschland), 1962 folgte bereits der Offsetdruck. Gleichzeitig wurden die Räumlichkeiten erweitert.
1971 wurde das Osterholzer Kreisblatt aus der Druckerei Saade ausgegliedert und in den Osterholzer Zeitungsverlag eingebracht. Gesellschafter waren die Hackmack, Meyer KG, zugleich Gesellschafter der Weser-Kurier GmbH, mit 51 % und Heiner Saade zu 49 %. Anschließend wurde die Zeitung dem Weser-Kurier als Lokalteil beigelegt und zusammen mit den Bremer Blättern in einem Abonnement vermarktet und vertrieben. Der Weser-Kurier sicherte sich so die Vertriebsstruktur und einen regionalen Unterbau.
Für die freien Mitarbeiter änderte sich durch die Fusion der Zeilenpreis; gab es vorher 22 Pfennig pro Zeile, waren es danach 25 Pfennig, ein Foto brachte nun 18 statt 12 D-Mark. 
1975 kam der Fotosatz, für andere Produkte der Druckerei wurde diese Technik erst 1981 vollständig eingeführt. 1994 wurde die Druck- und Bilderstellung digitalisiert.
Von 2014 bis 2021 erschien als 7. Ausgabe das Osterholzer Kreisblatt am Sonntag, welches am 19. Dezember 2021 zum letzten Mal erschien.
Am 14. September 2016 verstarb Verleger Heiner Saade mit 76 Jahren. Seitdem führen David Koopmann, Vorstand der Bremer Tageszeitungen AG und Angelika Saade, Ehefrau von Heiner Saade, den Verlag gemeinsam.

## Mitbewerber und Konkurrenz
Unstreitig besitzt das Kreisblatt bis heute eine Monopolstellung in der regionalen Tagesberichterstattung. Die seit Mitte der 1970er Jahre aufgekommenen kostenlosen Anzeigenblätter der Region sorgen allerdings zunehmend für einen erweiterten journalistischen Themenfokus in der konkurrierenden Lokalberichterstattung. Da ohnehin eine Zusammenarbeit mit der Bremer Tageszeitungen AG (Weser-Kurier) bestand, kam es im Februar 2006 seitens des Bremer Anzeigers zur Einstellung der Osterholzer Woche. Mittlerweile ist im Landkreis Osterholz auch der Weser-Report, ein zweimal wöchentlich erscheinendes Anzeigenblatt aus Bremen, mit einer eigenen Lokalausgabe vertreten. Der Hunte-/Hamme-Report unterhält in Osterholz-Scharmbeck eine eigene Redaktion und Geschäftsstelle.
In Osterholz-Scharmbeck ist außerdem der Anzeiger-Verlag ansässig. Er gibt den Osterholzer Anzeiger und den Bremervörder/Südkreis-Anzeiger (Auflage 50.600 bzw. 30.400) heraus, der den Haushalten im Verbreitungsgebiet kostenlos ein- bis zweimal wöchentlich (je nach Gebiet) zugestellt wird.

## Auflage
Das Osterholzer Kreisblatt hat wie die meisten deutschen Tageszeitungen in den vergangenen Jahren an Auflage eingebüßt. Die verkaufte Auflage ist in den vergangenen 10 Jahren um durchschnittlich 3,2 % pro Jahr gesunken. Im vergangenen Jahr hat sie um 3,2 % abgenommen. Sie beträgt gegenwärtig 8709 Exemplare. Ein Grund dafür liegt in der sinkenden Einwohnerzahl im Verbreitungsgebiet (minus 4000 Einwohner, davon allein in der Kreisstadt Osterholz-Scharmbeck mehr als 3000). Der Anteil der Abonnements an der verkauften Auflage liegt bei 90,2 Prozent. 
| 1998  | 1999  | 2000  | 2001  | 2002  | 2003  | 2004  | 2005  | 2006  | 2007  | 2008  | 2009  | 2010  | 2011  | 2012  | 2013  | 2014  | 2015  | 2016  | 2017  | 2018  | 2019  | 2020  | 2021  | 2022 | 2023 | 2024 |
| ----- | ----- | ----- | ----- | ----- | ----- | ----- | ----- | ----- | ----- | ----- | ----- | ----- | ----- | ----- | ----- | ----- | ----- | ----- | ----- | ----- | ----- | ----- | ----- | ---- | ---- | ---- |
| 14571 | 14654 | 14669 | 14531 | 14421 | 14350 | 14013 | 13790 | 13659 | 13497 | 13354 | 13219 | 13015 | 12818 | 12532 | 11988 | 12000 | 11123 | 10709 | 11156 | 10869 | 10569 | 10249 | 10013 | 9575 | 8993 | 8709 |